# Dom Inocêncio
Dom Inocêncio là một đô thị thuộc bang Piauí, Brasil. Đô thị này có diện tích 4024,385 km², dân số năm 2007 là 10329 người, mật độ 2,57 người/km².